# Solar Mesosphere Explorer
Solar Mesosphere Explorer— американский искусственный спутник Земли, созданный для изучения озонового слоя и запущенный 6 октября 1981 года с авиабазы Ванденберг ракетой-носителем Дельта 2310 639/D157.

## Цель
Основная цель миссии — исследование процессов, которые создают и разрушают озон в мезосфере и верхней стратосфере Земли. Конкретные цели заключались в том, чтобы:
- определить характер и величину изменений плотности озона в результате изменений солнечного ультрафиолетового излучения;
- определить взаимосвязь между солнечным излучением, озоном и температурой верхней стратосферы и мезосферы;
- определить взаимосвязь между озоном и водяным паром;
- определить взаимосвязь между диоксидом азота и озоном[2].

## Устройство
Корпус космического аппарата представлял собой цилиндр размером примерно 1,7×1,25 м и состоял из двух основных модулей: обсерватории, в котором размещались научные приборы, и платформы управления, ориентации и навигации спутника.
Аппарат вращался вокруг своей оси, которая была перпендикулярно плоскости орбиты. Система управления была способна выполнять команды, переданные в режиме реального времени, или согласно логике сохранённой программы. Питание поступало от солнечной батареи и NiCad аккумуляторов. Система телеметрии также работала либо в режиме реального времени, либо в режиме записи на магнитофон.
В состав научного комплекса входило 6 основных приборов:
- ультрафиолетовый озоновый спектрометр,
- микрометровый спектрометр (1,27),
- спектрометр диоксида азота,
- четырёхканальный инфракрасный радиометр,
- солнечный ультрафиолетовый детектор,
- солнечный протонный детектор[3]

## Ход полёта
Аппарат был выведен на солнечно-синхронную орбиту. Он активно проработал до 4 апреля 1989 года. Вошёл в атмосферу Земли и сгорел 5 марта 1991 года.